# Casa Wheeler
La Casa Wheeler (en inglés: Wheeler House) es una casa histórica ubicada en Opa-locka, Florida. La Casa Wheeler se encuentra inscrito  en el Registro Nacional de Lugares Históricos desde el 17 de agosto de 1987.  

## Ubicación
La Casa Wheeler se encuentra dentro del condado de Miami-Dade en las coordenadas 25°54′24″N 80°15′01″O / 25.906667, -80.250278.